# セント・ジェームズ・パーク駅 (ロンドン地下鉄)
セント・ジェームズ・パーク駅 (セント・ジェームズ・パークえき、英語: St James's Park station) は、ロンドン都心部にあるロンドン地下鉄の鉄道駅である。
サークル線、ディストリクト線が発着する。トラベルカード・ゾーン1にある。
この駅は、シティ・オブ・ウェストミンスターのセント・ジェームズ・パークのそばにある。駅舎はロンドン地下鉄の本部である55 Broadwayに組み込まれており、ブロードウェイ、ペティー・フランスおよびパルマー・ストリートからの入口がある。また、内務省およびスコットランドヤードにも近い。

この駅は車椅子の旅客には利用しづらい。

## 歴史
この駅は、1868年12月24日にメトロポリタン・ディストリクト鉄道（MDR、現在のディストリクト線）が同鉄道の最初の区間であるサウス・ケンジントン駅～ウェストミンスター駅を開業させた際に、その中のひと駅として開業した。MDRはサウス・ケンジントン駅でメトロポリタン鉄道（MR、現在のメトロポリタン線）と接続しており、両鉄道はライバルだったが、それぞれの会社の運行する列車が相手会社の線路を相互直通運転するインナー・サークル (Inner Circle) 系統の運行を行った。
その後、同様にMDRと他社の相互直通運転を行う、「アウター・サークル」が1872年2月1日より、「ミドル・サークル」1872年8月1日より運行されこの駅を経由する。しかし、1900年にはミドル・サークルが、1908年12月31日にはアウター・サークルが、その運行区間を短縮されこの駅までは走らなくなった。
この駅は二回建て替えられた。
20世紀初頭、初代のMDRの駅は、MDRの所有者であるロンドン地下電気鉄道の本社ビルである、Electric Railway Houseのビルの一部として建て替えられた。この駅はその後、1927年から1929年にかけて、会社の新しい本社ビルである55 Broadwayの建設の一部として、再び建て替えられた。この設計はチャールズ・ホルデンによりなされ、ジェイコブ・エプスタイン卿、エリック・ギルおよびヘンリー・ムーアによるものを含む、像およびcarved stone panelが特徴的であった。
プラットホームは、同じくホルデンにより設計され、1924年から1926年にかけて開業したシティ・アンド・サウス・ロンドン鉄道（現在のノーザン線）のモーデン駅への再建・延伸線に最初に使用された、緑・青・黒・白のタイルを貼る計画が特徴的である。
1949年、それまでメトロポリタン線の系統の1つの扱いであったインナー・サークル系統が「サークル線」として地下鉄路線図上で独立した。
分けられたパルマー・ストリート出入口およびbooking hallはその後1960年代の再開発で建て替えられた。

## バス路線
ロンドンバスの11、24、53、148、211、507系統と、ナイトバスのN2、N11、N44、N52、N136系統が当駅を経由する。

## 隣の駅
ロンドン交通局
ロンドン地下鉄
■サークル線
ヴィクトリア駅 - セント・ジェームズ・パーク駅 - ウェストミンスター駅
■ディストリクト線
本線
ヴィクトリア駅 - セント・ジェームズ・パーク駅 - ウェストミンスター駅

## ギャラリー

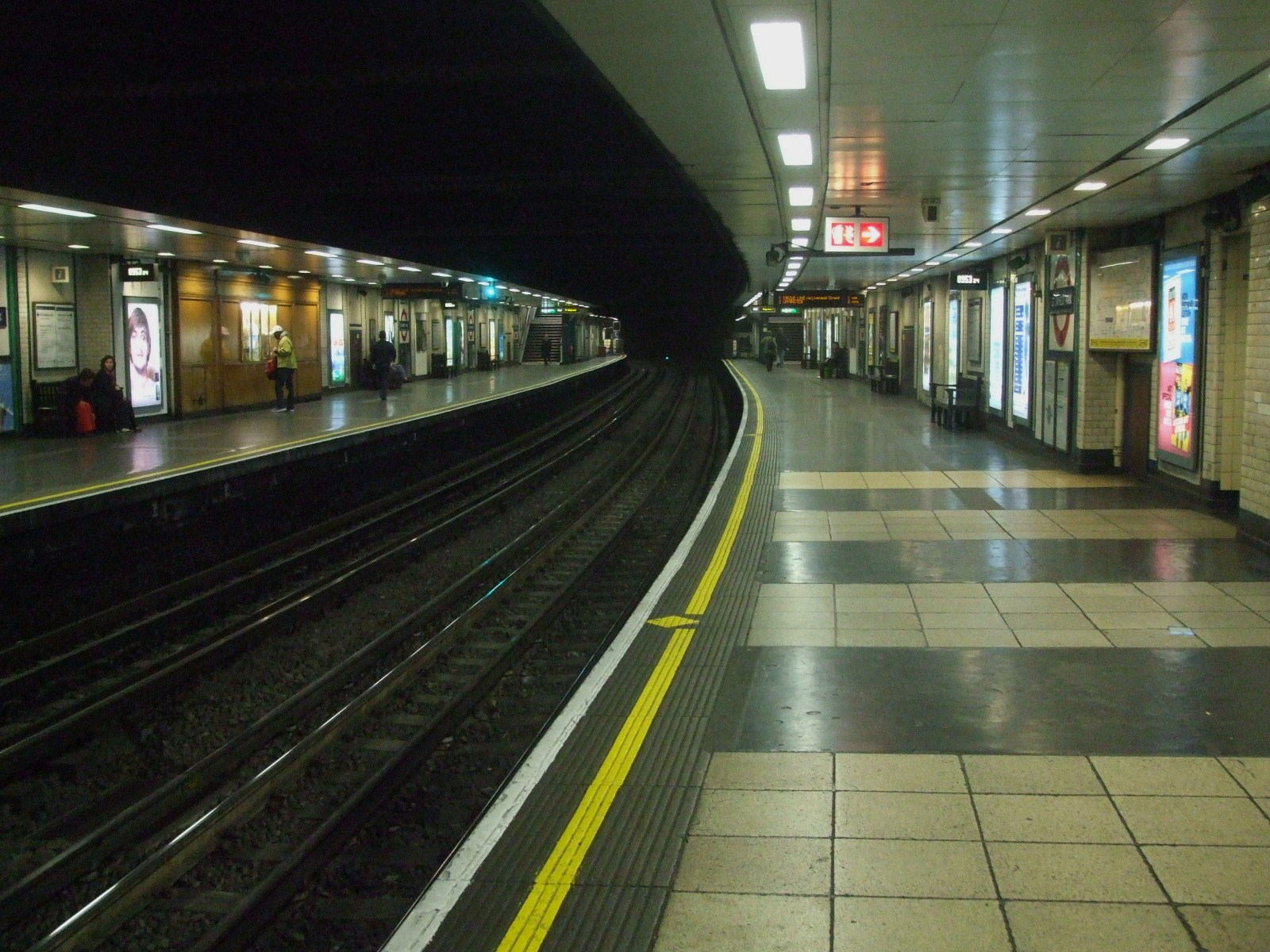
プラットホームを時計回り(西から)方面から見る
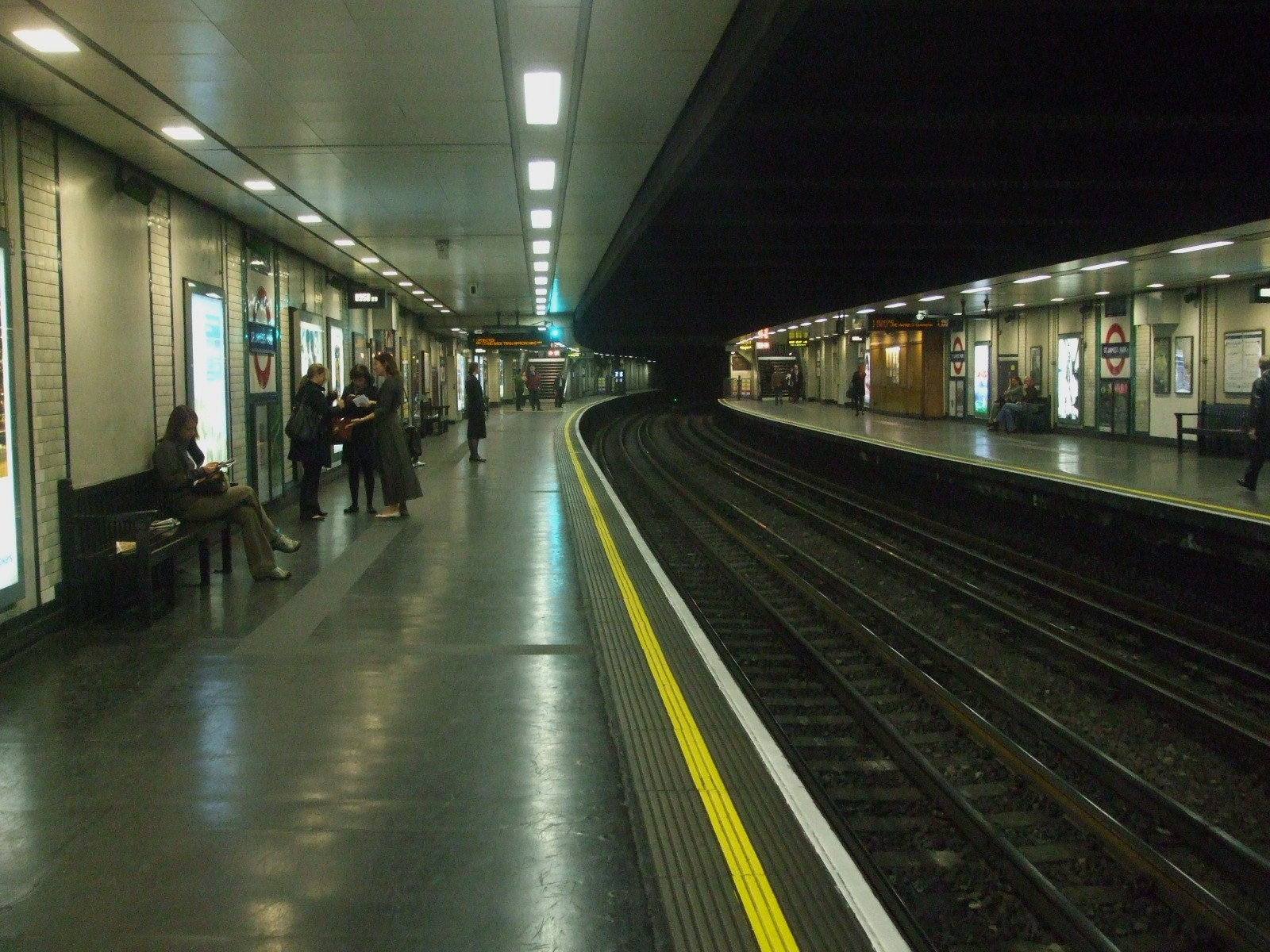
プラットホームを時計回り(東から)方面から見る
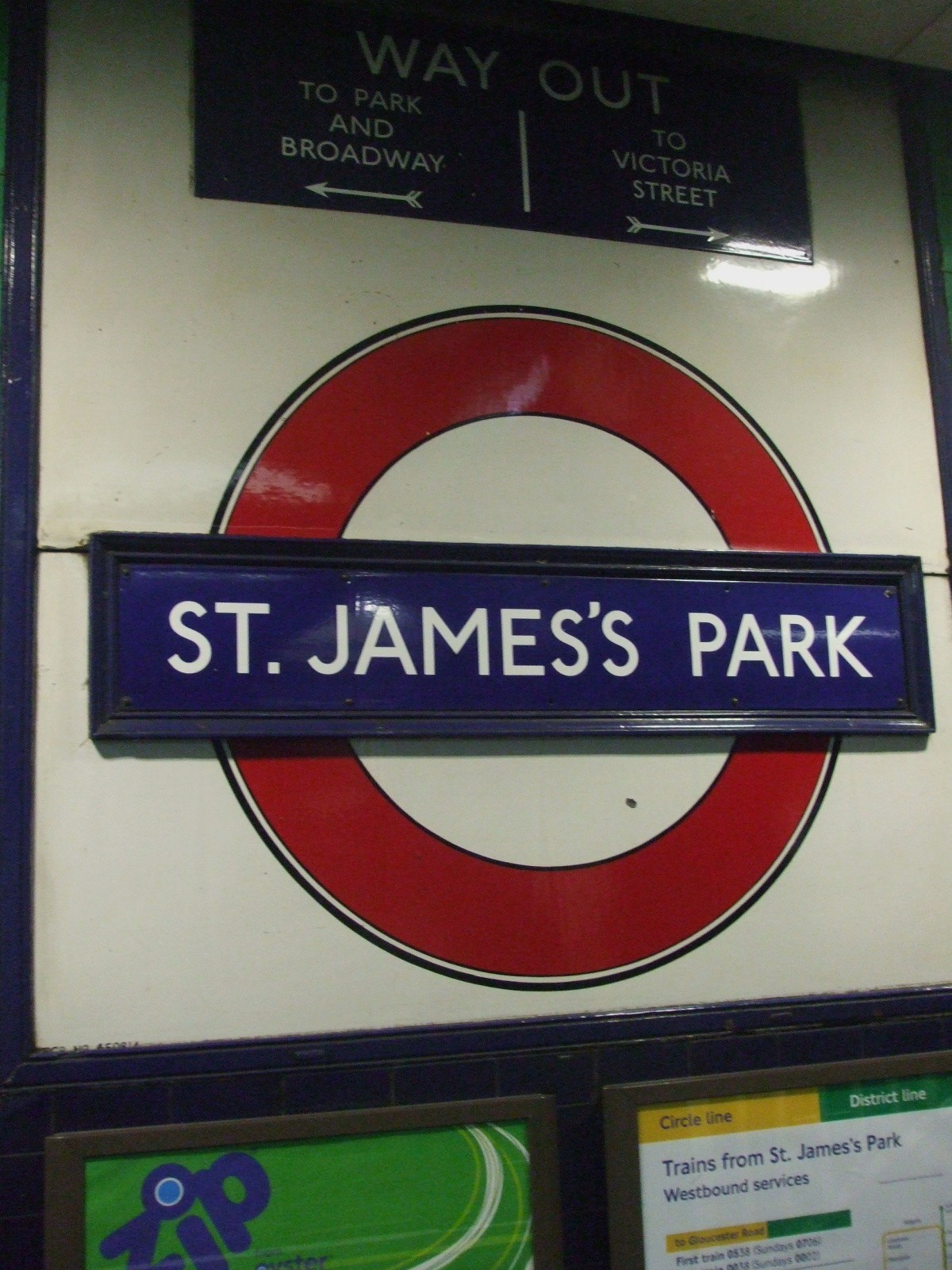
プラットホームのラウンデル
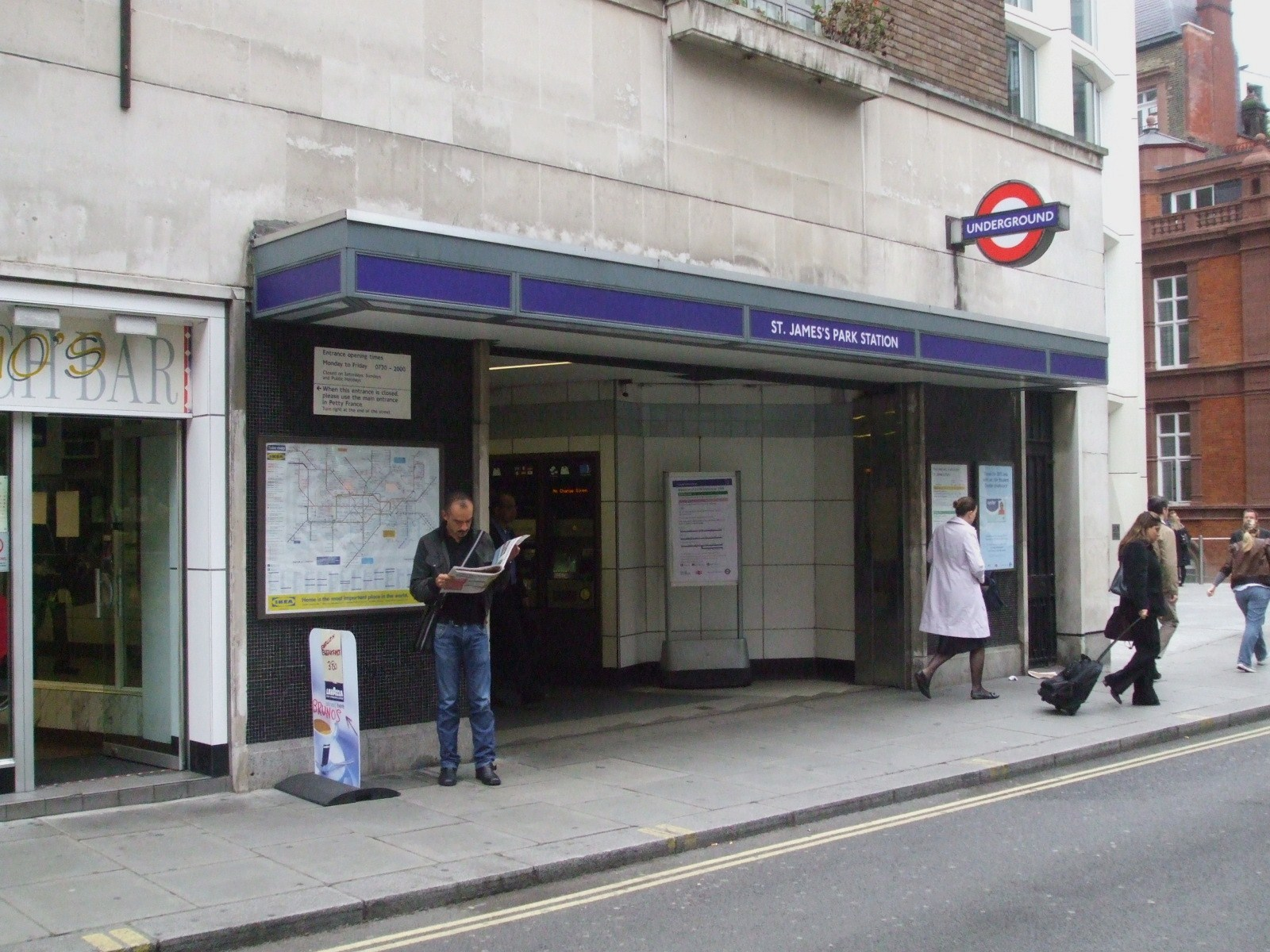
パルマー・ストリートの西口